# Hermann Obrecht

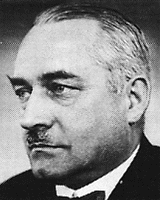

Hermann Obrecht (26 maart 1882 - 21 augustus 1940) was een Zwitsers politicus.
Obrecht was lid van de Regeringsraad van het kanton Solothurn. Van 1 januari tot 31 december 1913 en in 1917 was hij voorzitter van de Regeringsraad van Solothurn. Op 4 april 1935 werd hij in de Bondsraad gekozen. Hij bleef lid van de Bondsraad tot 31 juli 1940.
Tijdens zijn lidmaatschap van de Bondsraad beheerde hij het Departement van Economische Zaken. 
In 1940 was Obrecht vicepresident van de Bondsraad.
Obrecht was lid van de Vrijzinnige-Democratische Partij.
Obrecht overleed 22 dagen na zijn aftreden.